# Phymaturus cacivioi
Phymaturus cacivioi — вид ігуаноподібних ящірок родини Liolaemidae. Ендемік Аргентини. Описаний у 2015 році.

## Поширення й екологія
Phymaturus cacivioi відомі з типової місцевості, що лежить у департаменті Ель-Куй у провінції Ріо-Негро, за 12,6 км на південний захід від поселення Менкуе, на висоті 1140 м над рівнем моря.